# Даукшис Себастьян-Валентин Болеславович
Себастьян-Валентин Болеславович Даукшис (7 березня 1937, місто Рига, Латвія — 23 вересня 2009) — радянський латвійський діяч, прокурор Латвійської РСР. Член Центральної контрольної комісії КПРС у 1990—1991 роках.

## Життєпис
Народився в родині художника Болеслава Даукшиса та художниці і балерини Валентини Андреєвої-Даукшис.
У 1961 році закінчив Латвійський державний університет у місті Рига.
У 1961—1962 роках — стажист, слідчий прокуратури Пролетарського району Риги.
У 1962—1971 роках — слідчий із особливо важливих справ при прокуратурі Латвійської РСР.
Член КПРС з 1969 року.
У 1971—1973 роках — заступник прокурора Латвійської РСР — начальник слідчого відділу.
У 1973—1989 роках — заступник прокурора Латвійської РСР, перший заступник прокурора Латвійської РСР, перший заступник прокурора Латвійської РСР — начальник слідчого управління.
У 1989—1991 роках — прокурор Латвійської РСР.
Подальша доля невідома. Помер 23 вересня 2009 року.